# IC 2882
IC 2882 је појединачна звијезда у сазвјежђу Лав која се налази на листи објеката дубоког неба у Индекс каталогу.
Деклинација објекта је + 11° 59' 23" а ректасцензија 11h 30m 9,5s.